# Утка (верхний приток Чусовой)
У́тка (в верховье — Сухая Утка) — река на Урале, в юго-западной части Свердловской области России. Левый приток реки Чусовой.
Высота устья — 260 м над уровнем моря.
Длина реки — 60 км, площадь бассейна — 452 км².

## Описание
Река Утка берёт начало у северо-западного склона горы Гладкой на юге городского округа Первоуральск. Протекает в лесах, делая много изгибов, огибая горы и скалы. От истока течёт на северо-запад и на юго-запад, затем поворачивает на север и на небольшом отрезке течёт по Нижнесергинскому району. Впадает в Чусовую в селе Слобода (379 км от устья).
На реке Утке также расположены населённые пункты (от истока): Ильмовка, Лазоревый, пгт Дружинино, Первомайское, Перескачка, Новоуткинск, в бассейне — посёлок Шадриха.
В низовьях на реке имеется Новоуткинское водохранилище (создано ещё при Акинфие Демидове для Новоуткинского железоделательного завода).
Название реки происходит от мансийского утя — «вода».

## Притоки
От устья, левые, в скобках указана длина в км:
- Шайдуриха (13),
- Петруниха (11),
- Северянка (15).

## Природа
Берега реки в нижнем течении местами скалистые, имеется несколько невысоких утёсов. В скалах встречаются небольшие пещеры, самая большая из них Новоуткинская пещера — памятник природы местного значения.
В бассейне реки раньше находились железные рудники, встречалось самородное серебро и свинцовый блеск. На реке добывался горновой камень — использовался для доменных печей заводов Сысертского горного округа.
Из рыб в реке распространены голавль, елец, чебак, хариус.

## Данные водного реестра
По данным государственного водного реестра России, река Утка (Сухая Утка) относится к Камскому бассейновому округу, водохозяйственный участок реки — Чусовая от города Ревды до в/п посёлка Кына, речной подбассейн — Кама до Куйбышевского водохранилища (без бассейнов рек Белой и Вятки), речной бассейн — Кама.
Код объекта в государственном водном реестре — 10010100612111100010362.